# And Then You'll Beg
And Then You'll Beg är det kanadensiska technical death metal-bandet Cryptopsys fjärde studioalbum, utgivet i oktober 2000 på Century Media Records och i Japan på Victor i november samma år. Albumet gavs även ut på vinyl.
Det var bandets första album med gitarristen Alex Auburn, samt det sista med sångaren Mike DiSalvo och mångårige gitarristen Jon Levasseur. Den senare återvände dock till bandet under en period från 2011.

## Låtlista
1. "...and Then It Passes" – 5:06
2. "We Bleed" – 6:18
3. "Voice of Unreason" – 2:54
4. "My Prodigal Sun" – 2:15
5. "Shroud" – 4:05
6. "Soar and Envision Sore Vision" – 3:29
7. "Equivalent Equilibrium" – 4:17
8. "Back to the Worms" – 3:19
9. "Screams Go Unheard" – 7:20

Bonusspår på japanska utgåvan
1. "Born Headless" (Live) – 4:24
2. "Slit Your Guts" (Live) – 5:33

## Medverkande
Musiker
- Mike DiSalvo – sång
- Jon Levasseur – gitarr
- Alex Auburn – gitarr, sång
- Éric Langlois – basgitarr
- Flo Mounier – trummor, sång

Bidragande musiker
- David M. Hughes – didgeridoo
- Gen Guay DiSalvo – sång

Produktion
- Pierre Rémillard – producent, inspelningstekniker, mixning
- Louis Legault – inspelningstekniker
- Dave Galea – teknisk rådgivare
- George Graves – mastering
- Lord Worm – låttexter
- François Quévillon – design, illustrationer, foto
- Flo Mounier – logotyp